# Raphaël du Mans
Raphaël du Mans (auch: Jacques Dutertre) (* August 1613 in Le Mans; † 1. April 1696 in Isfahan) war ein französischer römisch-katholischer Geistlicher, Kapuziner, Missionar und Orientalist.

## Leben

### Von Le Mans nach Isfahan
Jacques Dutertres Familie gehörte zum Amtsadel von Le Mans. Er trat in das Kapuzinerkloster von Le Mans (Ordensprovinz Bretagne) ein, legte 1636 die Profess ab und nahm den Ordensnamen Raphaël du Mans an. Er wechselte in die für den Orient zuständige Ordensprovinz Touraine und wurde 1645 nach Kairo beordert. Von dort reiste er 1647 in Begleitung von Jean-Baptiste Tavernier über Aleppo nach Isfahan an den Hof der Safawiden. Dort wurde er Oberer des Kapuzinerklosters und blieb dies bis zu seinem Tod (fast 50 Jahre lang).

### 50 Jahre Persien
Durch exzellente mathematische und astronomische Kenntnisse gewann er die Anerkennung der örtlichen Elite und diente ab 1654 am Hof als Übersetzer und Dolmetscher im Umgang mit den europäischen Delegationen. 1665 wurde er zum ersten Mal von Schah Abbas II. empfangen, der ihn schätzte, wie auch sein Nachfolger Schah Safi II. Er wirkte als Verbindungsmann zu Colbert, zum französischen Botschafter und zur Französischen Ostindienkompanie und stand in freundschaftlichem Kontakt mit den Orientalisten Ange de Saint-Joseph, François Pétis de la Croix, Jean Chardin, Jean de Thévenot, Ludvig Fabritius (1648–1729), John Fryer (1650–1733) und Engelbert Kaempfer, sowie mit dem Armenier Petrus Bedik.

### Der Missionar
Was die Missionsarbeit betrifft, so sah Raphaël du Mans seine Rolle eher in der römisch-katholischen Präsenz als in der Bemühung um Konvertiten, die er bei den Muslimen für aussichtslos erachtete und bei den Armeniern für schwierig. Er unterstützte die Armenier und wurde von ihnen geschätzt.

### Der Orientalist
Raphaël du Mans hat zu Lebzeiten wichtige Texte über Persien verfasst, aber nicht veröffentlicht. Die französisch verfasste Schrift über den Zustand Persiens 1660 wurde 1890 von Charles Schefer (1820–1898) fehlerhaft herausgegeben und 1969 in Farnborough und 1995 in Frankfurt am Main nachgedruckt. Eine korrektere Ausgabe des Estat de la Perse, zusammen mit der Korrespondenz und weiteren Texten, namentlich dem lateinisch verfassten Text De Persia von 1684, wurde 1995 von Francis Richard (* 1948) im Rahmen seiner beiden Bände über Raphaël du Mans veranstaltet. Raphaël du Mans geht in seiner Darstellung, die westlichem Denken verpflichtet ist, methodisch klar vor und schreibt in einem farbigen Stil. Die British Library birgt sein Manuskript einer türkischen Grammatik, die Universitätsbibliothek Uppsala das seines türkischen Wörterbuchs.

## Werke
- Estat de la Perse en 1660. Hrsg. Charles Schefer. Leroux, Paris 1890. 2 Bde. Frankfurt am Main 1995.
- Francis Richard: Raphaël du Mans. 2 Bde. Éd. l’Harmattan, Paris 1995. (Rezension von Françoise Aubin in: Archives de Sciences Sociales des Religions 90, 1995, S. 116–117 )
  - 1: Biographie. Correspondance
    - (Leben und Werk), S. 7–134
    - Korrespondenz, S. 135–318

  - 2: Estats et mémoire
    - Estat de la Perse (1660), S. 4–199
    - Mémoire sur les Jésuites (1662), S. 201–237
    - Estat de la Perse (1665), S. 259–277
    - De Persia (1684), S. 279–381